# Ortheziolamameti taipensiana
Ortheziolamameti taipensiana är en insektsart som beskrevs av Shiau och Kozár in Kozár 2004. Ortheziolamameti taipensiana ingår i släktet Ortheziolamameti och familjen vaxsköldlöss. Inga underarter finns listade i Catalogue of Life.